# Lymantria polioptera
Lymantria polioptera är en fjärilsart som beskrevs av Collenette 1934. Lymantria polioptera ingår i släktet Lymantria och familjen tofsspinnare. Inga underarter finns listade i Catalogue of Life.